# Gypsophila glomerata
Gypsophila glomerata là loài thực vật có hoa thuộc họ Cẩm chướng. Loài này được Pall. ex Adams mô tả khoa học đầu tiên năm 1805.